# Korea Południowa na Mistrzostwach Świata w Lekkoatletyce 2017
Korea Południowa na Mistrzostwach Świata w Lekkoatletyce 2017 – reprezentacja Korei Południowej podczas mistrzostw świata w Londynie liczyła 17 zawodników, którzy nie zdobyli żadnego medalu.

## Skład reprezentacji
Mężczyźni
| Zawodnik          | Konkurencja                | Eliminacje | Eliminacje | Półfinał | Półfinał | Finał    | Finał   |
| Zawodnik          | Konkurencja                | Rezultat   | Pozycja    | Rezultat | Pozycja  | Rezultat | Pozycja |
| ----------------- | -------------------------- | ---------- | ---------- | -------- | -------- | -------- | ------- |
| Kim Gook-young    | bieg na 100 metrów         | 10,24      | 24. Q      | 10,40    | 23.      | NQ       | NQ      |
| Kim Hyo-su        | maraton                    | —          | —          | —        | —        | 2:25:08  | 59.     |
| Shin Kwang-sik    | maraton                    | —          | —          | —        | —        | 2:29:52  | 65.     |
| Yo Seung-yeop     | maraton                    | —          | —          | —        | —        | 2:29:06  | 64.     |
| Kim Byoung-jun    | bieg na 110 m przez płotki | 13,81      | 36.        | NQ       | NQ       | NQ       | NQ      |
| Choe Byeong-kwang | chód na 20 km              | —          | —          | —        | —        | 1:22:54  | 31.     |
| Kim Hyun-sub      | chód na 20 km              | —          | —          | —        | —        | 1:22:08  | 26.     |
| Kim Dae-ho        | chód na 20 km              | —          | —          | —        | —        | 1:30:41  | 57.     |
| Park Chil-sung    | chód na 50 km              | —          | —          | —        | —        | 3:59:46  | 29.     |

| Zawodnik       | Konkurencja | Kwalifikacje | Kwalifikacje | Finał | Finał   |
| Zawodnik       | Konkurencja | Wynik        | Pozycja      | Wynik | Pozycja |
| -------------- | ----------- | ------------ | ------------ | ----- | ------- |
| Woo Sang-hyeok | skok wzwyż  | 2,22         | 25.          | NQ    | NQ      |
| Kim Deok-hyeon | skok w dal  | 7,85         | 16.          | NQ    | NQ      |

Kobiety
| Zawodniczka    | Konkurencja                | Eliminacje | Eliminacje | Półfinał | Półfinał | Finał    | Finał   |
| Zawodniczka    | Konkurencja                | Rezultat   | Pozycja    | Rezultat | Pozycja  | Rezultat | Pozycja |
| -------------- | -------------------------- | ---------- | ---------- | -------- | -------- | -------- | ------- |
| Choi Kyung-sun | maraton                    | —          | —          | —        | —        | 2:45:46  | 54.     |
| Kim Seon-geun  | maraton                    | —          | —          | —        | —        | 2:39:52  | 38.     |
| Lim Kyung-hee  | maraton                    | —          | —          | —        | —        | 2:38:38  | 34.     |
| Jung Hye-lim   | bieg na 100 m przez płotki | 13,37      | 34.        | NQ       | NQ       | NQ       | NQ      |
| Jeon Yeon-geun | chód na 20 km              | —          | —          | —        | —        | 1:33:29  | 30.     |
| Lee Da-seul    | chód na 20 km              | —          | —          | —        | —        | 1:38:54  | 48.     |